# Guillermo Delgado
Guillermo Antonio Delgado Quinteros (Lima, 11 de fevereiro de 1931 - Cádiz, 1 de abril de 2014) foi um jogador de futebol peruano. 
Apelidado de "El león de José Díaz", é considerado um dos três melhores defensores da história do futebol peruano, juntamente com Julio Meléndez e Héctor Chumpitaz. Qualidade técnica, força, garra, antecipação e agilidade fizeram dele um dos melhores zagueiros do seu tempo no futebol sul-americano. Ele jogou 36 jogos pela Seleção Peruana de Futebol entre 1952 e 1957.
Começou sua carreira no Atlético Independiente Ica, em 1947. Passou ainda por Centro Iqueño (duas vezes) e Huracán de Medellín até chegar ao Alianza Lima, onde viveu seus melhores momentos na carreira, entre 1952 e 1960. Passou ainda pelo Deportivo Cali, em 1961, antes de se mudar para a Espanha no mesmo ano, para defender o Real Zaragoza. Encerrou sua carreira em 1965, quando atuava pelo Cádiz.
Após a aposentadoria, fixou residência na cidade de Cádiz, onde viveria até sua morte, aos 83 anos.